# 窦建德攻占冀州之战
窦建德攻冀州之战，唐高祖武德元年（618年），窦建德建立夏国后，为扩大勢力与唐将麴稜争夺冀州（治今河北衡水市冀州区）城的一次战斗。
618年十一月，窦建德连克易州（治今河北易县）、定州（治今河北定州市），唯独没攻破冀州。为发展夏军势力，窦建德亲自领兵攻取冀州城。当时，冀州刺史麴稜已归附唐朝。麴稜的女婿崔履行是将门之后，吹嘘他有奇术可以使攻城人自败，麴稜便轻信了。崔履行命守城将士都坐着，不许妄斗，还说即使夏军已登城，你们也不要恐怖，我将使他们自缚。于是设坛祭神，夜设章醮，然后自己穿者衰绖，柱竹杖，登北楼放声大哭。还命令城里各家的妇女坐到屋顶挥动裙子，四面兜风。窦建德攻城紧急时，麴稜对女婿的妖法产生了怀疑，准备战斗，崔履行坚决制止部队行动。后来，冀州城已被窦建德攻破。崔履行还在施展他的哭术，不肯休止。占领冀州之后，有人主张杀掉守将，窦建德却认为麴稜是位忠臣，厚礼之，任命他为内史令。麴稜唯亲用人招致兵败城破，窦建德以俘将为忠臣，无原则宽容，为自己日后部属叛离埋下祸根。